# Championnat du Paraguay de football 1941
Navigation
Édition précédente Édition suivante
La 31e édition du championnat du Paraguay de football est remportée par le Club Cerro Porteño. C’est le huitième titre de champion du club, le troisième consécutif. Cerro Porteño l’emporte avec un point d’avance sur Club Olimpia. Club Nacional complète le podium.
Une poignée de résultats seulement est connue. Le classement général est incomplet
Deux footballeurs terminent à égalité meilleurs buteurs du championnat Benjamín Laterza (Club Cerro Porteño) et Fabio Baudo Franco (Club Nacional) avec 18 buts marqués en 20 matchs.
La deuxième division est remportée par Rubio Ñu. Pour ramener la première division à 10 clubs, le dernier Club Atlético Corrales est relégué.

## Les clubs de l'édition 1941
| \| Asuncion: · Olimpia · Nacional · Sol de América · Guaraní · Cerro Porteño · River Plate · Atlántida · Club Atlético Corrales Asuncion Club Presidente Hayes Club Sportivo Luqueño \| Localisation des clubs engagés dans le championnat. |
| Asuncion: · Olimpia · Nacional · Sol de América · Guaraní · Cerro Porteño · River Plate · Atlántida · Club Atlético Corrales Asuncion Club Presidente Hayes Club Sportivo Luqueño                                                           |

| Club                   | Stade | Capacité | Ville    |
| ---------------------- | ----- | -------- | -------- |
| Atlántida Sport Club   | -     | -        | Asuncion |
| Club Atlético Corrales | -     | -        | Asuncion |
| Club Cerro Porteño     | -     | -        | Asuncion |
| Club Guaraní           | -     | -        | Asuncion |
| Club Libertad          | -     | -        | Asuncion |
| Club Nacional          | -     | -        | Asuncion |
| Club Olimpia           | -     | -        | Asuncion |
| Club Presidente Hayes  | -     | -        | Tacumbu  |
| Club River Plate       | -     | -        | Asuncion |
| Club Sol de América    | -     | -        | Asuncion |
| Sportivo Luqueño       | -     | -        | Luque    |

## Compétition

### Classement
| Rang | Équipe                 | Pts | J  | G | N | P | Bp | Bc | Diff |
| ---- | ---------------------- | --- | -- | - | - | - | -- | -- | ---- |
| 1    | Club Cerro Porteño (T) | 34  | 20 | . | . | . | .  | .  | 0    |
| 2    | Club Olimpia           | 33  | 20 | . | . | . | .  | .  | 0    |
| 3    | Club Nacional          | 26  | 20 | . | . | . | .  | .  | 0    |
| 4    | Club Guaraní           | 22  | 20 | . | . | . | .  | .  | 0    |
| 5    | Club Presidente Hayes  | 22  | 20 | . | . | . | .  | .  | 0    |
| 6    | Club River Plate       | 21  | 20 | . | . | . | .  | .  | 0    |
| 7    | Club Sol de América    | 20  | 20 | . | . | . | .  | .  | 0    |
| 8    | Atlántida Sport Club   | 17  | 20 | . | . | . | .  | .  | 0    |
| 9    | Club Libertad          | 11  | 20 | . | . | . | .  | .  | 0    |
| 10   | Sportivo Luqueño       | 8   | 20 | . | . | . | .  | .  | 0    |
| 11   | Club Atlético Corrales | 6   | 20 | . | . | . | .  | .  | 0    |

| Légende : Qualifications et relégations | Légende : Qualifications et relégations |
| --------------------------------------- | --------------------------------------- |
|                                         | Champion du Paraguay                    |
|                                         | Relégation en deuxième division         |
|                                         | (T) : Tenant du titre (P) : Promus      |

## Bilan de la saison
| Championnat du Paraguay de football 1941                             |                               |
| Champion                                                             | Club Cerro Porteño (8e titre) |
| Promotions et relégations                                            |                               |
| Promus en Primera División                                           | Aucun                         |
| Relégués en Championnat du Paraguay de football de deuxième division | Club Atlético Corrales        |

## Statistiques

### Meilleur buteur
1. Benjamín Laterza (Cerro Porteño) 18 buts
2. Fabio Baudo Franco (Nacional) 18 buts